# Декосс, Люси
Люси Декосс (фр. Lucie Décosse; род. 6 августа 1981, Шомон) — французская дзюдоистка, чемпионка Олимпийских игр 2012 года в Лондоне, серебряный призёр Игр 2008 года в Пекине, также принимала участие в Играх 2004 года. Трехкратная чемпионка мира (2005, 2010 и 2011 годов). Четырехкратная чемпионка Европы (2002, 2007, 2008 и 2009 годов).
В разные годы выступала в весовой категории до 63 кг и до 70 кг.

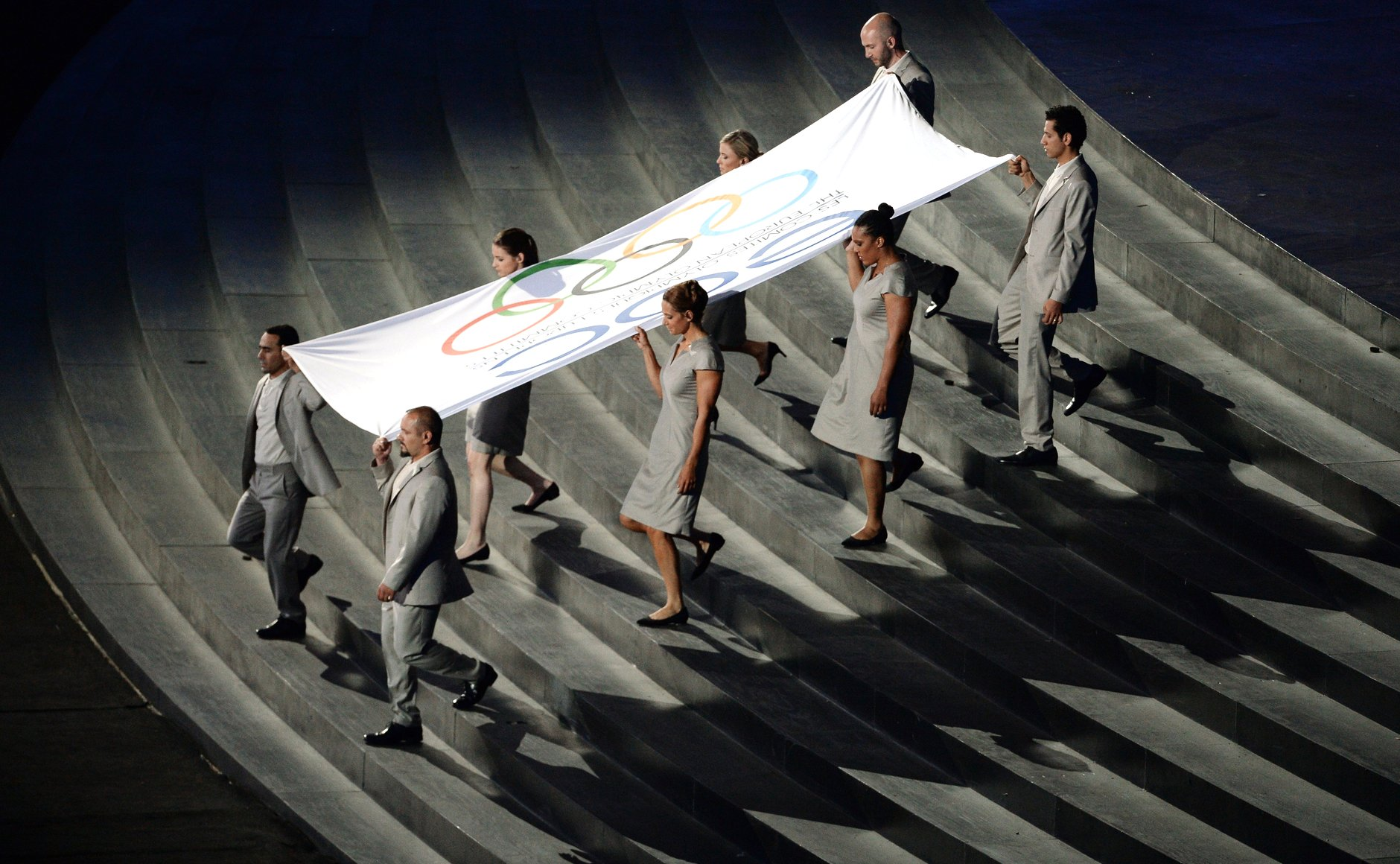
Люси Декосс с флагом Европейского олимпийского комитета на открытии Первых Европейских игр в Баку 12 июня 2015 года